# Cmentarz żydowski w Janowie Podlaskim
Cmentarz żydowski w Janowie Podlaskim – zajmuje powierzchnię 1,27 ha na której nie zachowały się żadne nagrobki. Teren nekropolii jest zdewastowany i zaniedbany.